# バース・シティFC
バース・シティ・フットボール・クラブ（Bath City Football Club）は、イングランド・サマセット州・バースを本拠地とするサッカークラブチームである。2021-2022シーズンはナショナルリーグ・サウス（6部相当）に所属。

## 歴史
1889年にバースAFC（Bath AFC）として創設。バース・レイルウェイ（Bath Railway）と名前を変えた後、1902年に現在の名称であるバース・シティ（Bath City）に変更した。
クラブ創設以来、その多くをノンリーグで過ごしていたが、近年は5部、6部リーグに定着しつつある。

## タイトル

### 国内タイトル
- ウェスタンリーグ:1回
1933-1934
- サウザンリーグ:3回
1959-1960, 1977-1978, 2006-2007

### 国際タイトル
- なし

## 歴代所属選手
- ボビー・ザモラ 2000
- ジョー・ブライアン 2011-2012
- デビッド・プラット 2013-2016
- リーム・ケリー 2016